# Бух (Швабія)
Бух (нім. Buch) — громада в Німеччині, знаходиться в землі Баварія. Підпорядковується адміністративному округу Швабія. Входить до складу району Ной-Ульм. Центр об'єднання громад Бух.
Площа — 39,88 км2. Населення становить 4100 ос. (станом на 31 грудня 2020).